# Marmeleiro
Marmeleiro là một đô thị thuộc bang Paraná, Brasil. Đô thị này có diện tích 387,68 km², dân số năm 2007 là 13493 người, mật độ 33 người/km².